# غلمباتوموماب فيدوتين
غلمباتوموماب فيدوتين يكون من جسم مضاد وحيد النسيلة بشري هو غلمباتوموماب ومونومثيل أوريستاتين إي، تجرى عليه التجارب السريرية لاستخدامه في علاج الميلانوما وسرطان الثدي.